# Segretario dello Storting
Il segretario dello Storting (in norvegese Stortingets sekretær) è un funzionario del parlamento norvegese, nominato ogni anno quando lo stesso si riunisce inizio ottobre, secondo quanto previsto dalla Costituzione. Il regolamento interno del parlamento stabilisce che il segretario sia eletto tra i deputati e che sia assistito da un vicesegretario.
Il segretario è responsabile della tenuta del verbale, e della firma di quest'ultimo insieme al presidente dello Storting. Nella prassi il segretario tiene solo i verbali d'insediamento dello Storting, dell'apertura solenne dei lavori e delle riunioni a porte chiuse. È sempre il segretario eletto che sottoscrive le delibere su emendamenti o integrazioni della Costituzione, mentre nelle riunioni ordinarie le funzioni sono svolte da un dipendente del parlamento.

## Segretari
| Segretario            | Mandato   | Vicesegretario   | Partito           |
| --------------------- | --------- | ---------------- | ----------------- |
| Runar Sjåstad         | 2018–2019 | Ingjerd Schou    | Partito Laburista |
| Åse Kristin Ask Bakke | 2021–2022 | Turid Kristensen | Partito Laburista |